# Мартін Кампанья
Марті́н Нікола́с Кампа́нья Дельга́до (ісп. Martín Nicolás Campaña Delgado, нар. 29 травня 1989, Мальдонадо) — уругвайський футболіст, воротар клубу «Аль-Батін» та збірної Уругваю.

## Клубна кар'єра
Мартін Кампанія є вихованцем клубу «Депортіво Мальдонадо» з рідного міста футболіста. Однак у великому футболі Кампанья дебютував у складі клубу «Атенас», в 2008 році виступав у Другому дивізіоні чемпіонату Уругваю. За підсумками сезону 2008/09 «Атенас» посів третє місце і отримав путівку в еліту, однак до того моменту Кампанья вже виступав за «Серро-Ларго», який сам сезоном раніше вийшов в еліту. Примітно, що першу перемогу в еліті «Атенас» здобув саме над «Серро-Ларго».
Сезон 2009/10 склався для команди невдало, вона зайняла 15-е місто та вилетіла до Другого дивізіону.
У наступному сезоні Кампанья був відданий в оренду в клуб елітного дивізіону «Расінг» (Монтевідео), але там він провів лише 1 матч за весь сезон, в той час як «Серро-Ларго» повертав собі місце в Прімері.
З серпня 2011 року Мартін Кампанья знову виступає за команду з Мело. Там він допоміг вперше в історії клубу пробитися в міжнародні турніри — Південноамериканський кубок. Загалом відіграв за команду з Мело 69 матчів в національному чемпіонаті.
На початку 2013 року перейшов у «Дефенсор Спортінг», де відразу став основним воротарем і був названий найкращим голкіпером чемпіонату Уругваю сезону 2012/13.
2016 року Кампанья став гравцем аргентинського «Індепендьєнте» (Авельянеда), якому допоміг виграти Південноамериканський кубок. Станом на 28 березня 2016 року відіграв за команду з Авельянеди 63 матчі в національному чемпіонаті.

## Виступи за збірні
2009 року залучався до складу молодіжної збірної Уругваю, у складі якого брав участь в молодіжному чемпіонаті світу 2009 року, що пройшов у Єгипті, але лише як третій воротар і на поле жодного разу у формі молодіжної збірної не виходив.
В середині 2012 року Оскар Табарес, тренер національної збірної Уругваю, який очолив Олімпійську футбольну команду, включив Кампанью в заявку збірної на Олімпійських іграх 2012 року у Лондоні. На турнірі він був основним воротарем і зіграв у всіх трьох матчах, але команда не вийшла з групи.
У листопаді 2014 року Оскар Табарес викликав Кампанью в розташування національної збірної Уругваю на товариські ігри проти збірних Коста-Рики і Чилі, втім на поле Мартін так і не вийшов. Дебютував за збірну Кампанья 28 травня 2016 року, вийшовши на заміну Мартіну Сільві у товариському матчі проти Тринідаду і Тобаго.
Згодом у статусі Фернандо Муслери їздив з національною збірною на Кубок Америки 2016 року у США і чемпіонату світу 2018 року у Росії.

## Титули і досягнення
- Володар Південноамериканського кубка (1):

«Індепендьєнте»: 2017
- Володар Кубка банку Суруга (1):

«Індепендьєнте»: 2018
| Дата      | Місто            | Господарі | Результат | Гості             | Турнір           | Голи | Примітки |
| --------- | ---------------- | --------- | --------- | ----------------- | ---------------- | ---- | -------- |
| 27-5-2016 | Ла-Плата (місто) | Уругвай   | 3 – 1     | Тринідад і Тобаго | товариський матч | -    | 81'      |
| Усього    |                  | Матчів    | 1         |                   | Голів            | 0    |          |